# Haplomitriaceae
Haplomitriaceae е семейство чернодробни мъхове, единствено в разреда Calobryales.

## Разпространение и местообитание
Представителите на това семейство са разпространени глобално в умерени, субтропични и тропически региони. Най-голямото разнообразие е в южното полукълбо, по-специално Австралазия, като три вида (H. ovalifolium, H. monoicum и H. intermedium) са ендемични за този регион.
Най-широко разпространеният вид е H. hookeri, в Северното полукълбо. В целия свят родът има широк диапазон до 3600 m над морското равнище.

## Описание
Неговите представители имат изправено стъбло без ризоиди и с три реда листа.

## Класификация
Семейство Haplomitriaceae
- Род †Gessella C. Poulsen
- Род Haplomitrium Nees
  - Вид Haplomitrium blumei
  - Вид Haplomitrium cooperi
  - Вид Haplomitrium gibbsiae
  - Вид Haplomitrium hookeri
  - Вид Haplomitrium intermedium
  - Вид Haplomitrium mnioides
  - Вид Haplomitrium monoicum
  - Вид Haplomitrium ovalifolium
  - Вид Haplomitrium scalia